# Krasna Łąka
Krasna Łąka (deutsch Schönwiese, früher Schönwiese oder Szenweese) ist ein Dorf in der Landgemeinde (Gmina) Mikołajki Pomorskie (Niklaskirchen) im Powiat Sztumski (Stuhmer Kreis) der polnischen Woiwodschaft Pommern.

## Geographische Lage
Das Kirchdorf liegt im ehemaligen Westpreußen, etwa 15 Kilometer ostsüdöstlich von Stuhm (Sztum), sechs Kilometer nordöstlich von Niklaskirchen (Mikołajki Pomorskie) und fünf Kilometer östlich von Krastuden (Krastudy).

## Geschichte

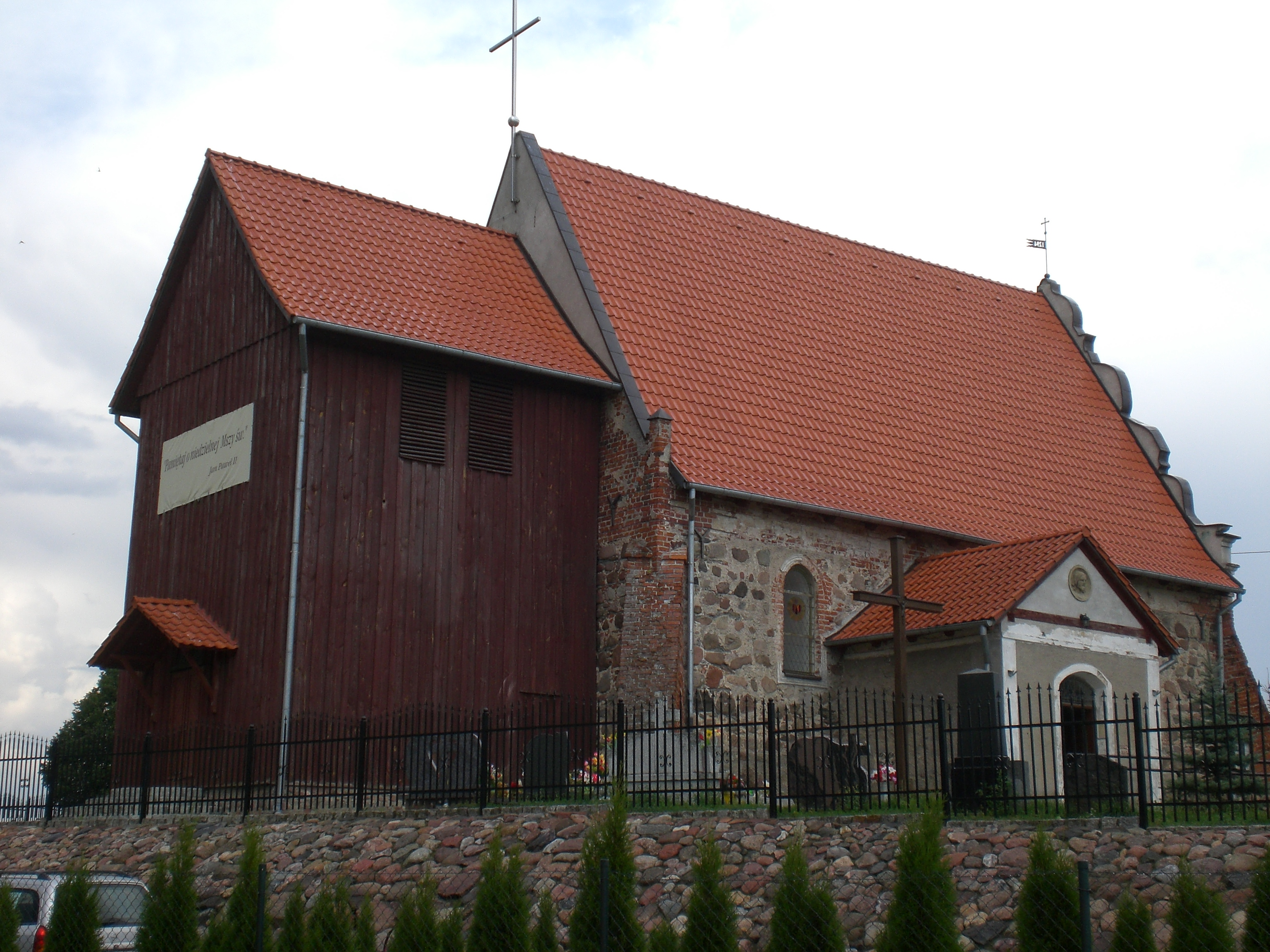
Dorfkirche, bis 1945 Gotteshaus der katholischen Gemeinde Schönwiese (Juli 2014)

Ältere Ortsbezeichnungen sind Schonewesee (1294) und Schonewese (1437).
Als Rittergut hatte Schönwiese früher zur Gutsherrschaft Groß Waplitz gehört. Am 30. September 1928 wurde durch Zusammenschluss des Gutsbezirks Schönwiese und des Gutsbezirks Mienthen die neue Landgemeinde Schönwiese gebildet.
Im Jahr 1945 gehörte die Landgemeinde Schönwiese zum Landkreis Stuhm im Regierungsbezirk Marienwerder im Reichsgau Danzig-Westpreußen des Deutschen Reichs. Schönwiese war dem Amtsbezirk Krastuden zugeordnet.
Im Januar 1945 wurde Schönwiese von der Roten Armee besetzt. Nach Beendigung der Kampfhandlungen wurde die Region seitens der sowjetischen Besatzungsmacht zusammen mit ganz Hinterpommern und der südlichen Hälfte Ostpreußens – militärische Sperrgebiete ausgenommen – der Volksrepublik Polen zur Verwaltung überlassen. Es wanderten nun Polen zu. Schönwiese wurde unter der polnischen Ortsbezeichnung „Krasna Łąk“ verwaltet. Die einheimische Bevölkerung wurde mit wenigen Ausnahmen von der polnischen Administration aus Schönwiese vertrieben.

### Demographie
| Jahr | Einwohner | Anmerkungen                                                                                   |
| ---- | --------- | --------------------------------------------------------------------------------------------- |
| 1783 | –         | adliges Dorf nebst einer katholischen Kirche, 27 Feuerstellen (Haushaltungen), in Westpreußen |
| 1818 | 108       | adliges Dorf, zur Herrschaft Groß Waplitz gehörig, mit Mutterkirche                           |
| 1864 | 198       | Dorf, darunter eine evangelische Person und 197 Katholiken                                    |
| 1933 | 309       | [ 6 ]                                                                                         |
| 1939 | 377       | [ 6 ]                                                                                         |

## Kirche
Im Jahr 1742 befanden sich in der katholischen Parochie Schönwiese 516 Katholiken und 350 Lutheraner.
Die Protestanten der hier bis 1945 anwesenden Dorfbevölkerung gehörten zur evangelischen Pfarrei Groß Rohdau.